# Guangzhou Circle
Guangzhou Circle (chiń. 广州圆大厦) – wieżowiec oraz punkt orientacyjny w Kantonie, w Chińskiej Republice Ludowej. Wysokość biurowca wynosi 138 metrów; posiada 33 kondygnacje. Budowa została ukończona w 2013. Budynek jest siedzibą Hongda Xingye Group oraz Guangdong Plastic Exchange.
Budowla ma kształt pierścienia z otworem o średnicy 59 m. Kształt nawiązuje do starożytnych chińskich dysków bi oraz do numerologii feng shui. Budynek został zaprojektowany przez włoskiego architekta Josepha di Pasquale.

## Przypisy

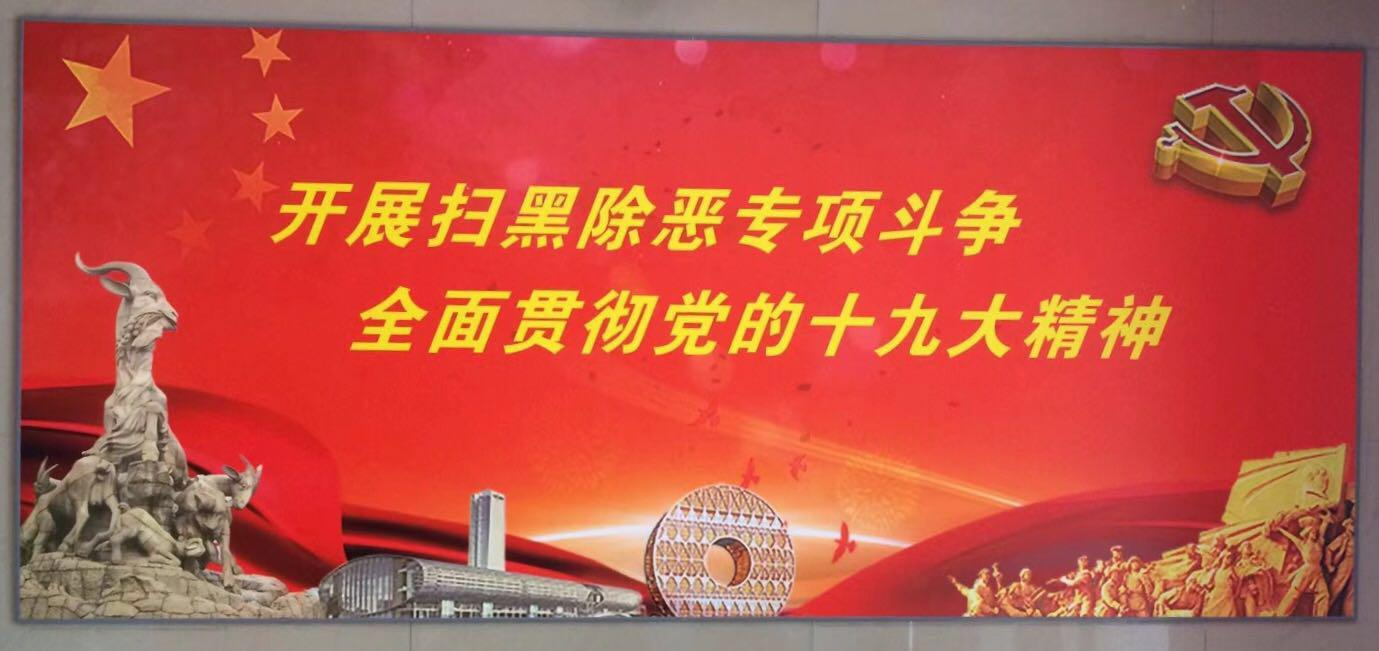
Guangzhou Circle jako symbol miasta na plakacie 19. zjazdu Komunistycznej Partii Chin w 2017